# Журавка (приток Сходни)
Жура́вка (Жаравка, Жеравка, Жировка, Муравка, Муровка) — река в России, в Красногорском районе Московской области и в районе Митино Москвы, правый приток Сходни. Протекает в открытом русле.

## История
Название реки может происходить от диалектного «жерава» — клюква. Иной вариант происхождения названия — от слова «жар» в значении «гарь», тогда исходным названием является «Жаравка», а остальные — его искажениями. Так или иначе, ошибочным является вариант «Муравка», возникший в XX веке при неверном прочтении карт. При этом от неверного варианта образованы три названия улиц: Муравская улица, 1-я Муравская улица, 2-я Муравская улица.

## Описание
Река начинается с двух основных истоков у Митинского кладбища. Правый исток — у Пятницкого шоссе, он протекает по кладбищу с востока на запад. Левый исток начинается на юге Новогорска, протекая через два пруда северо-восточнее кладбища. После слияния истоков Журавка протекает 700 метров по восточному краю кладбища в южном направлении, где проходит через пруд длиной 420 метров. Ниже него течёт 700 м по лесному массиву и 1300 м в восточном направлении через поля. На этом участке окружена крапивными и лабазниковыми сероольшаниками с ракитой. В нижнем течении является границей Москвы и Московской области.
Длина реки 7-8 км, из них постоянное течение на протяжении 3,5 км. Длина участка в Москве 1,4 км. Ширина в среднем 1 м. Вода визуально чистая.